# 馬入ふれあい公園
馬入ふれあい公園（ばにゅうふれあいこうえん）は神奈川県平塚市に位置する平塚市立の都市公園（運動公園）である。
相模川（馬入川）に面した河川敷にあり、2002年に日韓ワールドカップの開催収益の余剰金を使って、サッカーグラウンドが仮オープン。2006年から本格的にオープンした。
「馬入・光と風の花づつみ」で平成22年度国土交通省手づくり郷土賞受賞。

## 施設概要
- ひらつかアリーナ（体育館）
- サッカー場（天然芝2面、人工芝1面　湘南ベルマーレが練習会場のひとつとして使う）

## 交通アクセス
- 平塚駅北口下車。
  - 神奈川中央交通路線バス「茅ヶ崎行き」で馬入橋下車徒歩10分
  - 同・「東八幡工業団地行き」で馬入ふれあい公園入口下車徒歩5分